# 圣地亚哥首都大区

圣地亚哥首都大区（西班牙語：Región Metropolitana de Santiago）位于智利中部，辖圣地亚哥省、查卡布科省、科迪勒拉省、马伊波省、梅利皮亞省、塔拉甘特省等省，面积15,403平方公里，人口6,061,185。首府圣地亚哥，人口200,792。是智利第一大城市，也是圣地亚哥省省会。